# مارینا ولنووا
مارینا ولنووا (روسی: Мари́на Ива́новна Вольно́ва؛ زادهٔ ۲۶ ژوئیهٔ ۱۹۸۹) بوکسور زن اهل قزاقستان است.